# Sosnówka (powiat bialski)
Sosnówka – wieś w Polsce, położona w województwie lubelskim, w powiecie bialskim, w gminie Sosnówka.
| SIMC    | Nazwa     | Rodzaj    |
| ------- | --------- | --------- |
| 0020072 | Chmielita | część wsi |
| 0020089 | Dąbrowa   | część wsi |
| 0020095 | Góra      | część wsi |
| 0020103 | Krzaki    | część wsi |
| 1024184 | Wypas     | część wsi |
| 0020110 | Zamoczuły | część wsi |
| 1024215 | Zmysły    | część wsi |

W latach 1933–1954 miejscowość była siedzibą gminy Romanów. W latach 1975–1998 miejscowość należała administracyjnie do województwa bialskopodlaskiego. 
Wieś jest sołectwem, siedzibą gminy Sosnówka. Według Narodowego Spisu Powszechnego z roku 2011 wieś liczyła 428 mieszkańców i była największą miejscowością gminy.
Wierni Kościoła rzymskokatolickiego należą do parafii Narodzenia Najświętszej Maryi Panny w Motwicy.